# Heterochromie (Histologie)

Hämatoxylin-Eosin-Färbung von Pankreasgewebe mit Langerhansscher Insel

Als Heterochromie (v. griech. heteros „anders“, „verschieden“, „ungleich“ und chroma „Farbe“; Heterochromia, Adjektiv heterochrom) wird in der Histologie die unterschiedlich starke Aufnahme von Färbelösungen in unterschiedlichen Zellen, Zellstrukturen oder Geweben bezeichnet. Zum Beispiel färbt die Hämatoxylin-Eosin-Färbung basophile Strukturen wie die Zellkerne blau und acidophile Strukturen wie das Zytoplasma der meisten Zellen rot.